# لويس أغيري بينتو
لويس أغيري بينتو (بالإسبانية: Luis Aguirre Pinto)‏ هو ملحن تشيلي، ولد في 10 أغسطس 1907 في كوبيابو في تشيلي، وتوفي في 7 يوليو 1997.

## روابط خارجية
- لويس أغيري بينتو على موقع IMDb (الإنجليزية)